# LEXN

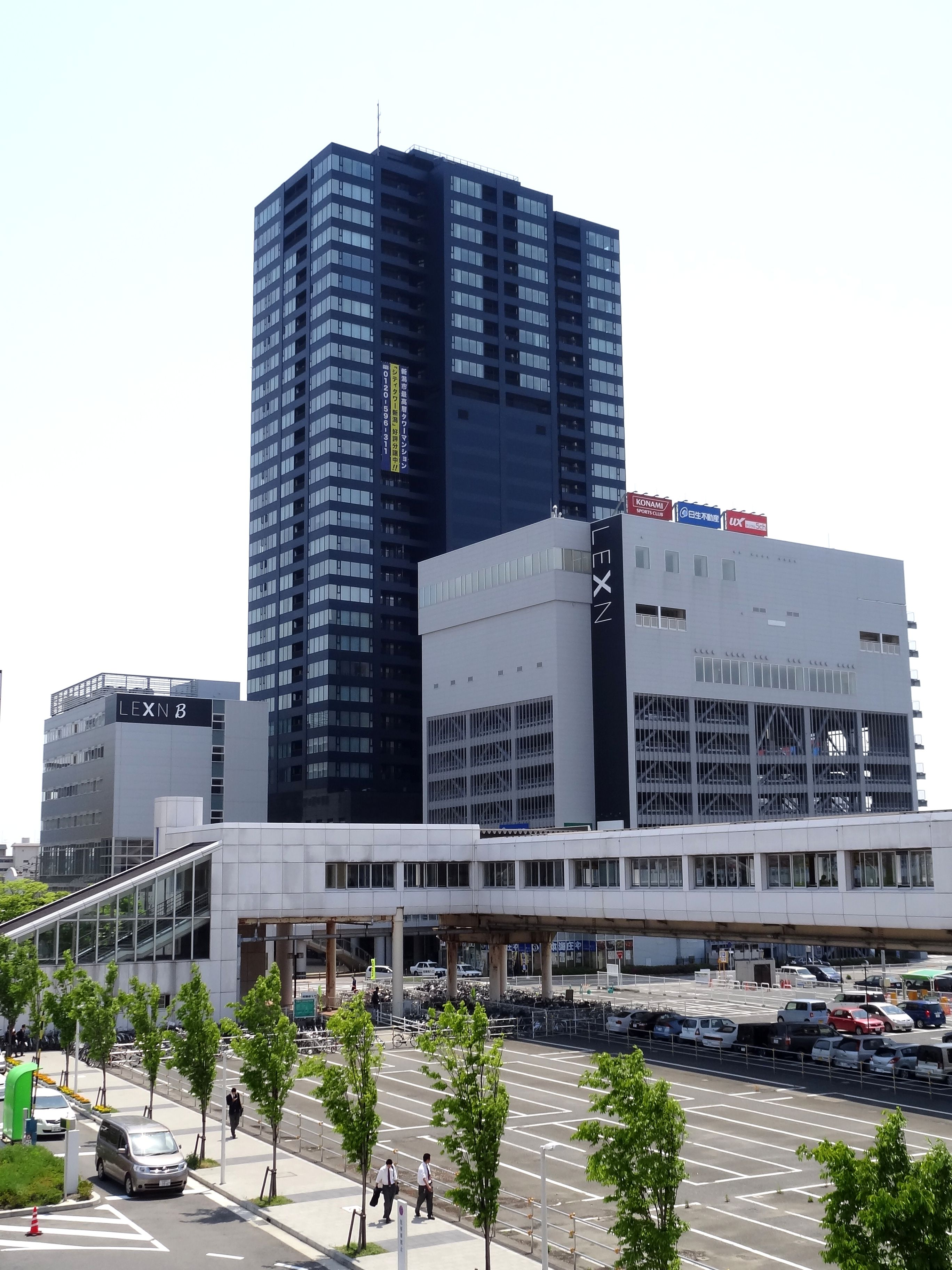
LEXN外観。奥の黒い建物がLEXN 1、右手前の建物がLEXN 2、左の建物がLEXN B。

LEXN（レクスン）は新潟県新潟市中央区天神一丁目に所在する、タワーマンションや商業店舗などからなる複合施設。2010年2月に竣工した。

## 概要
1977年3月に新潟市が策定した「新潟駅南口地区再開発基本計画」の一環で、1978年12月に都市計画決定した「新潟駅南口第一地区第一種市街地再開発事業」によって建設が進められ、1985年に3棟から成る複合型商業施設「プラーカ新潟」が開業した。これに続き、第一地区の西側区画を対象とした「新潟駅南口第二地区第一種市街地再開発事業」が1988年に都市計画決定し、核店舗として総合スーパーの西友の出店が予定されていた。
ところが1991年、バブル経済の崩壊に加え、セゾングループ（当時）の業績不振から西友の出店計画が取り止めとなった煽りを受け、計画は頓挫。その後流通業大手など各方面に対して出店を求めたものの不調に終わったことから、第二地区の再開発計画は事実上白紙凍結された。だが都市計画決定以降、老朽化した家屋の解体や移転が相次いだことから、第二地区は約9割が更地化され、区画内には古い家屋と駐車場とが点在するなど、新潟市の玄関口としてはやや相応しくない光景が長らく見られた。
しかし1999年8月、市と新潟駅南口第二地区市街地再開発準備組合は当初の「大型商業施設」から方針を転換し、商業施設にマンションなども含めた「複合施設」としての計画見直しに着手し、2002年に都市計画決定変更を実施。翌2003年3月に新潟県知事の認可を受け、準備組合を改組して「新潟駅南口第二地区市街地再開発組合」を設立した。2005年11月に特定業務代行者を公募し、選定の結果、2006年4月に住友不動産、清水建設と新潟市の不動産業「日生不動産」などを中心とする企業体と契約を締結した。
建設計画では、南西側に建設する地下1階・地上31階建のA-I棟（LEXN 1）の1・2階を店舗エリア、3・4階をオフィスエリアとし、5階の機械室を挟んで6階から上層の高層部を237戸が入居するタワー型マンションとし、北西側に建設する地上11階建のA-II棟（LEXN 2）の1〜8階を388台収容の自走式立体駐車場とし、1・2階に店舗エリア、9階から上層にスポーツ施設を設け、南東側に建設する7階建のB棟（LEXN B）の1〜3階を店舗エリア、4階から上層をオフィスエリアとし、それぞれテナント・住民へ分譲・賃貸するものとした。さらに各施設の2階部分北東側にはペデストリアンデッキを設け、新潟駅西側連絡通路とプラーカ3に直接接続して徒歩アクセスの効率化を図り、南口周辺の回遊性を向上させることになった。第二地区の総事業費は約133億円だが、前述のデッキと階下に設けられる1階の広場は公共スペースとして開放するため、市と国土交通省から総事業費の約3分の1にあたる計約40億円の補助金が投入されている。
施設名称は「学ぶ」などを意味する「Learn」と「新潟」を組み合わせた造語から「LEXN」（LEARN × NIIGATA）と命名された。コンセプトに基づき、買い物や遊び、仕事だけでなく「向上する喜びを感じ、自分を高めるために集う場所」として成長するよう期待が込められている。
事業は2007年夏に着工、建物・構造物は2008年1月に順次着工して建設が進められ、2010年2月に竣工し、各店舗は入居後順次オープンしている。竣工式は3月16日に執り行われた。
ただ竣工時の時点で、店舗・オフィスフロアは約8割が入居もしくは入居予定が決まっていたものの、マンションエリアは約6割が売れ残るなど先行きが不安視されたが、同年11月にベネッセコーポレーション傘下でコールセンター事業を手掛けるテレマーケティングジャパン（現・TMJ）がLEXN 1の2〜4階（延べ床面積1867m2）を賃借し、2011年1月4日に事務センターの新規開設が決定するなど、活性化が期待されている。

## 施設概要
LEXNは3棟のビルから成り、各棟の2階はペデストリアンデッキを介して新潟駅西側連絡通路、プラーカ3と直結している。LEXNのデッキと西側連絡通路の間には高低差があるため、階段とエレベーターが設置されている。なお各階にはバリアフリー対策が施されている。
- 建築敷地総面積：7,116.45m2

### LEXN 1

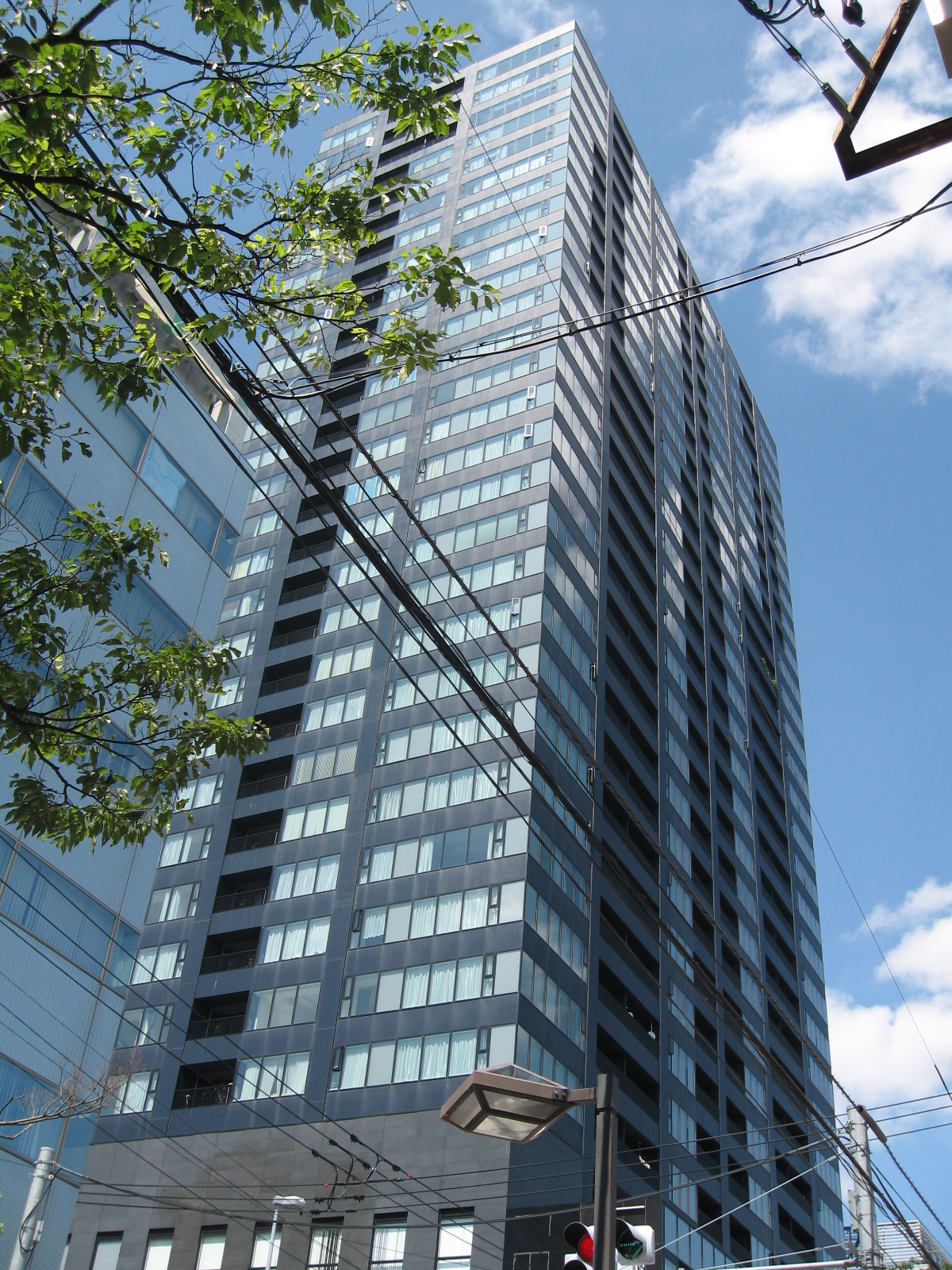
LEXN 1

LEXNの中心となる「LEXN 1」（A-I棟）は低層部の店舗・オフィスフロアと、高層部のタワーマンション「シティタワー新潟」から成る。
- 構造：高強度鉄筋コンクリート造（制震構造）
- 規模：地下1階・地上31階、全高115m
- 延床面積：36,320.67m2

フロア構成
- 6階〜31階
  - シティタワー新潟
- 2階
  - 羽賀心臓血管外科クリニック
- 1階
  - かくれがDining 忍 LEXN店
  - レストランテ忍ベリタ
- 地下1階
  - 駐輪場（シティタワー住民用）

### LEXN 2
LEXN 1の北側には、自走式立体駐車場と店舗フロア等から成る「LEXN 2」（A-II棟）が所在する。
- 構造：鉄骨造
- 規模：地上11階
- 延床面積：18,593.83m2

フロア構成
- 9階〜11階
  - コナミスポーツクラブ 新潟
- 1階〜8階
  - 自走式立体駐車場（388台収容）
- 2階
  - アイン薬局 新潟駅南店
  - まつげサロンWILL駅南LEXN2店
- 1階
  - 新潟テレビ21 サテライトスタジオ「LEXN STUDIO（UXレクスタ）」
  - 日本海庄や　レクスン新潟駅南店（大庄）
  - タリーズコーヒー　新潟駅南LEXN店

### LEXN B
LEXN 1の東側、プラーカ3の隣接部には、店舗フロア・オフィスフロアから成る「LEXN B」（B棟）が所在する。
LEXN Bのオーナー企業は新潟市の書籍販売業萬松堂で、着工前の仮称も社名に因んだ「LEXN Banshodo」だった。萬松堂は竣工後、B棟内に書店を出店する計画を立案していたが、2007年になってプラーカ1・2にジュンク堂書店が出店したため計画を撤回、現名称に改称された。
- 構造：鉄骨造
- 規模：地上7階
- 延床面積：3,978.28m2

フロア構成
- 1階
  - 魚鮮水産 さかなや道場 新潟駅南2号店（チムニー）
  - 羽田やよい美容室

## 交通
- 新潟駅南口より徒歩すぐ（西側連絡通路と直結）